# Aragona

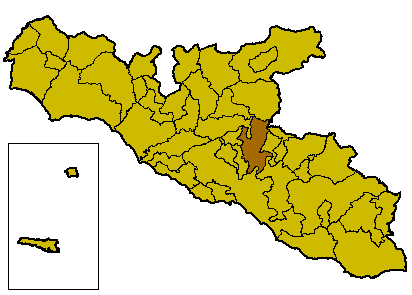
Localització d'

Aragona (sicilià Araùna) és un municipi italià, dins de la província d'Agrigent. L'any 2008 tenia 9.694 habitants. Limita amb els municipis d'Agrigent, Campofranco (CL), Casteltermini, Comitini, Favara, Grotte, Joppolo Giancaxio, Sant'Angelo Muxaro i Santa Elisabetta.

## Administració
| Període | Identitat       | Partit         |
| ------- | --------------- | -------------- |
| 2007-   | Alfonso Tedesco | Centreesquerra |